# Magirus-Deutz

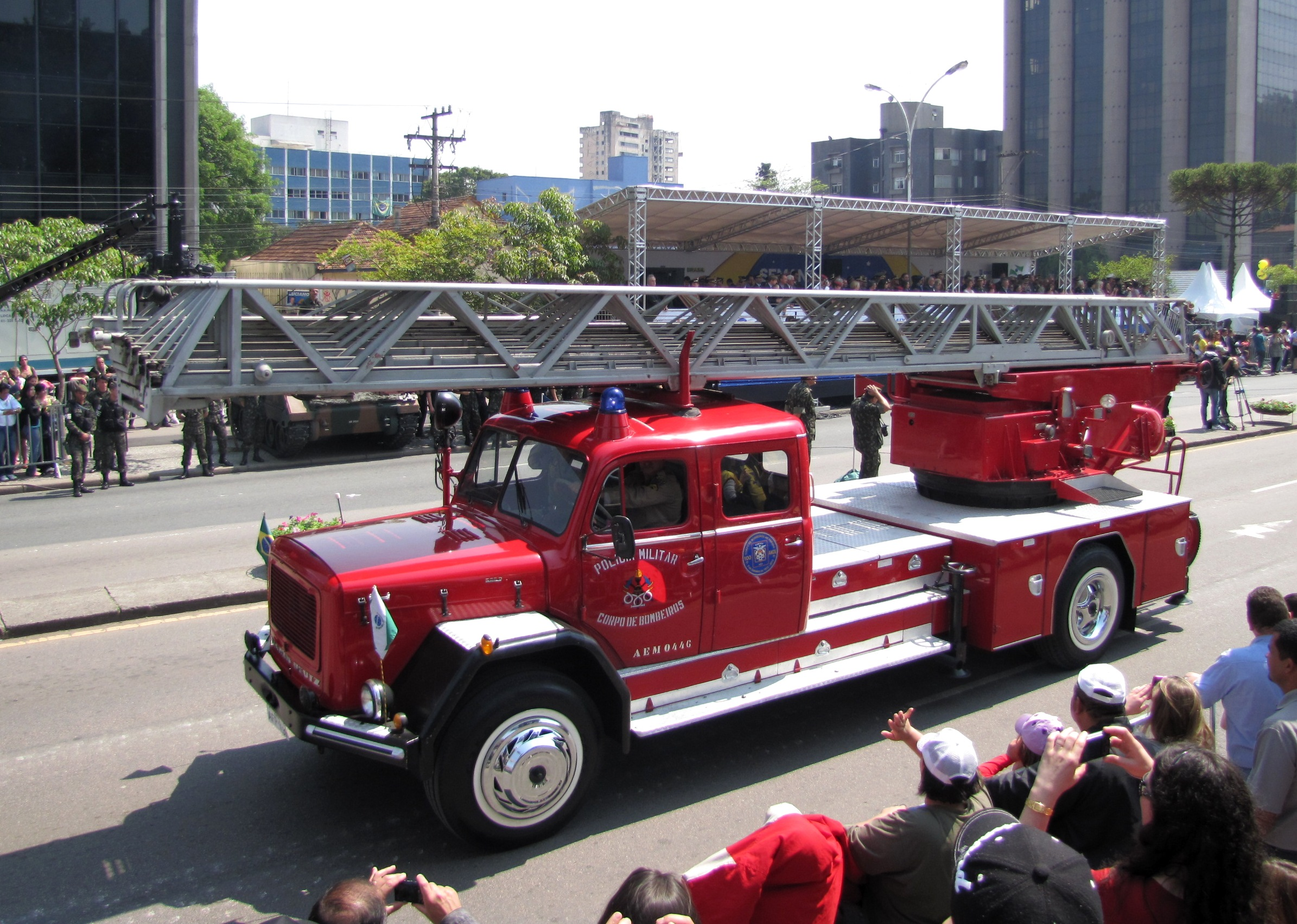
Auto escada da Magirus-Deutz do Corpo de Bombeiro do Paraná.

A Magirus-Deutz é uma tradicional empresa fabricante de veículos de bombeiros e ônibus alemã. Ela chegou ao Brasil com o nome Companhia de Motores do Nordeste entre os anos 1960 e 1970; fabricando chassis para ônibus equipados com motor alemão Deutz. Um dos projetos que levou a empresa ao sucesso era dos veículos que tinham motores refrigerados a ar produzidos na Europa; normalmente adaptados para qualquer clima, o que no Brasil não deu muito certo em razão do clima tropical muito quente. Isso levou a empresa a adaptar os motores Mercedes-Benz (inicialmente foram usados os antigos FNM) nos veículos montados no Brasil.
Em 1975 a empresa foi adquirida pelo Grupo FIAT e incorporada a Iveco, conservando em alguns países a marca Iveco Magirus.